# Wolfgang Kubin
Wolfgang Kubin (né le 17 décembre 1945 à Celle) est un poète, essayiste, sinologue, professeur et traducteur allemand.

## Biographie
Il obtient son abitur en 1966 au gymnasium de Rheine. Il étudie la théologie protestante à l'université de Münster de 1966 à 1968, la japonologie et le mandarin à l'université de Vienne en 1968 puis la sinologie, la philosophie, l'allemand et encore la japonologie à l'université de la Ruhr à Bochum de 1969 à 1973.
Avec une thèse sur Du Mu, il obtient son doctorat en 1973. Pour se perfectionner, il part vivre à Pékin en 1974 et en 1975. Il a sa première mission de professeur en 1977 à l'université libre de Berlin où il enseigne la peinture et la littérature chinoises du XXe siècle. Il obtient son habilitation avec une thèse sur le développement de la conception de la nature dans la littérature classique chinoise.
En 1985, il devient professeur de langue chinoise à l'université rhénane Frédéric-Guillaume de Bonn puis de sinologie en 1995.
Sensible aux limites de la sinologie, il traduit de la prose et de la poésie chinoise moderne, notamment les récits et les essais de Lu Xun. Son Histoire de la littérature chinoise au 20e siècle est considérée comme un ouvrage de référence.
En 2013, il est récompensé du Prix Johann Heinrich Voß pour la traduction.
Wolfgang Kubin est actuellement professeur à Pékin. 
En 2016, il a participé à une rencontre internationale d'experts avec Bernard Franco, Philippe Ratte, David Damrosch, Marián Gálik, Zhang Longxi, Weigui Fang, Martin Kern, Karl-Heinz Pohl,  Galin Tihanov et d'autres, qui ont débattu de la littérature mondiale (organisé par le professeur Weigui Fang à l'Université normale de Pékin (BNU).

## Source, notes et références
- (de) Cet article est partiellement ou en totalité issu de l’article de Wikipédia en allemand intitulé « Wolfgang Kubin » (voir la liste des auteurs).

1. ↑  Ein Star in China. Portrait in der taz, 15. Oktober 2009
2. ↑  Weigui Fang (éd.), Tensions in World Literature: Between the Local and the Universal, London: Palgrave Macmillan 2018.

- (de) « Publications de et sur Wolfgang Kubin », dans le catalogue en ligne de la Bibliothèque nationale allemande (DNB).